# Brzan
Brzan (en serbe cyrillique : Брзан) est une localité de Serbie située dans la municipalité de Batočina, district de Šumadija. Au recensement de 2011, elle comptait 1 754 habitants.
Brzan est officiellement classé parmi les villages de Serbie.

## Démographie

### Évolution historique de la population
| 1948  | 1953  | 1961  | 1971  | 1981  | 1991  | 2002  | 2011  |
| ----- | ----- | ----- | ----- | ----- | ----- | ----- | ----- |
| 3 480 | 3 629 | 3 506 | 3 201 | 2 954 | 2 694 | 2 073 | 1 754 |

|  |